# ویکی (وبگاه)
ویکی یک شرکت سنگاپوری است که پخش جریانی ویدئو در پلتفرم وب را انجام می‌دهد. مقر ویکی در سان فرانسیسکو قرار دارد. این شرکت همچنین در توکیو و سئول دفاتری دارد.
نام ویکی برگرفته از بازی با کلمات ویدئو و ویکی است٫ علت این نامگذاری شباهت ویکی به شرکت‌هایی که از داوطلبان برای مدیریت محتوا استفاده می‌کنند است. ویکی جایزه تک کرانچ را برای بهترین آغاز به کار شرکت در رده بین‌المللی در ژانویه سال ۲۰۱۱ کسب کرده‌است.

## تاریخچه
رازمیک هواگیمیان٫ چانگ سونگ هو و جی‌وون مون در سال ۲۰۰۷ ویکی را تأسیس کردند.